# Cratera de Acraman
A Cratera de Acraman é um astroblema na região de Gawler Ranges no sul da Austrália.